# لؤي حمزة
لؤي محمد حمزة هو ممثل سعودي من مواليد جدة، المملكة العربية السعودية. وهو ابن الممثل السعودي محمد حمزة. له العديد من الأدوار التي صور فيها دور الشخصية الخليجية بشكل عام والسعودية الحجازية بشكل خاص حيث شارك في العدد من الأعمال وهو طفل منها أصابع الزمن الذي شارك فيع مع والده الممثل محمد حمزة وليلة هروب، ليبتعد فترة عن التمثيل، ثم عاد بعد فترة ليشارك في عدة مسلسلات من أبرزها ولا في الأحلام.

## فيلموجرافيا
| تسلسل | اسم العمل      | السنة | ملاحظات            |
| ----- | -------------- | ----- | ------------------ |
| 1     | أصابع الزمن    | 1982  | مسلسل - بدور طارق  |
| 2     | اخر رسالة حب   | 2001  | سهرة تلفزيونية     |
| 3     | قصر فوق الرمال | 1992  | مسلسل              |
| 4     | ليلة هروب      | 1989  | مسلسل              |
| 5     | شجرة العائلة   | 1989  | سهره تلفزيونيه     |
| 6     | أين الطريق     | 1997  | مسلسل- بدور لؤي    |
| 7     | دموع الرجال    | 2001  | مسلسل-بدور حسين    |
| 8     | عائليات        | 2002  | مسلسل              |
| 9     | ولا في الأحلام | 2003  | مسلسل - بدور "حمد" |